# Limosina ptermoides
Limosina ptermoides är en tvåvingeart som beskrevs av Papp 1973. Limosina ptermoides ingår i släktet Limosina och familjen hoppflugor. Inga underarter finns listade i Catalogue of Life.